# Новокузнецкий металлургический комбинат

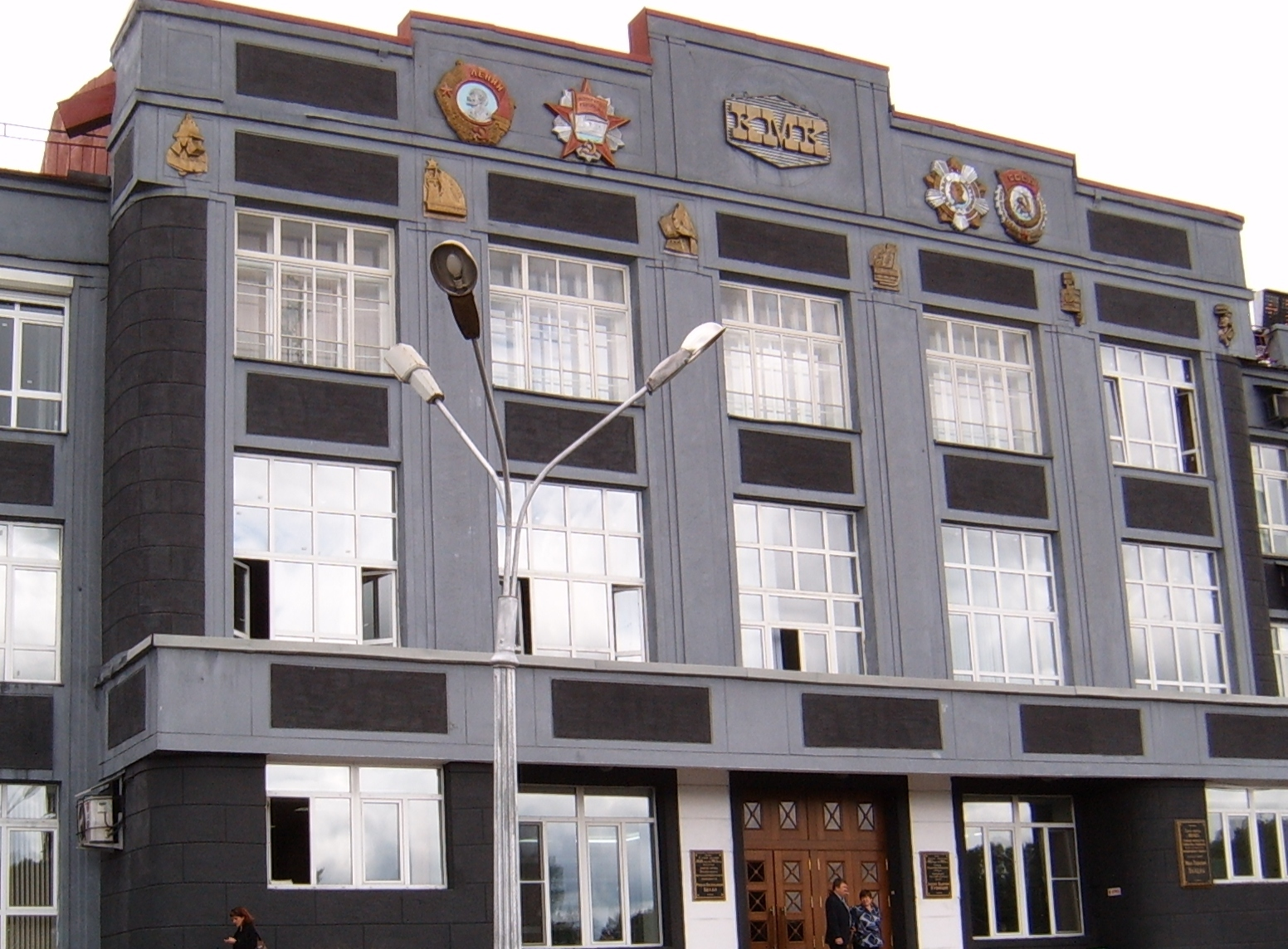
Заводоуправление КМК

Новокузнецкий металлургический комбинат (до 2003 года — Кузнецкий металлургический комбинат) — металлургический комбинат в городе Новокузнецке Кемеровской области. Комбинат образован 5 мая 2003 года на базе производственных мощностей легендарного Кузнецкого металлургического комбината (КМК), более 70 лет поставлявшего свою продукцию в разные уголки России и за рубеж.
С 2011 года — площадка рельсового проката Западно-Сибирского металлургического комбината.
Контрольный пакет акций предприятия принадлежал российской металлургической компании «Евраз Груп».

## История
В апреле 1918 года Высший совет народного хозяйства объявил конкурс на «проект создания единой хозяйственной организации, охватывающей область горно-металлургической промышленности Кузнецкого каменноугольного бассейна».

### Строительство
Комбинат создавался в период 1929—1936 гг. в районе города Кузнецка.
В конце 1920-х годов было принято решение о создании в азиатской части СССР второй мощной угольно-металлургической базы, работающей на железных рудах Урала и коксующихся углях Сибири. Осенью 1927 года начался набор рабочих, которым предстояло строительство крупнейшего металлургического завода.
В 1929 году И. П. Бардина вызвали в Москву. Ему поручили техническое руководство строительством Кузнецкого металлургического комбината — первенца промышленного освоения природных богатств Сибири.
Строительство завода началось в декабре 1929 года; температура воздуха редко поднималась выше минус 30 градусов. На строительной площадке день и ночь горели костры, отогревая промерзшую землю. Тысячи комсомольцев, прибывших сюда из разных концов страны, рыли траншеи в мерзлом грунте, возводили фундаменты для металлургических печей, создавали гигантские цеха. Бардин работал и днём, и ночью, когда работы велись при ярком свете многих сотен прожекторов.
Энтузиазм строителей металлургического комбината очень впечатлил поэта Владимира Маяковского, знакомого с некоторыми из них лично. Он посвятил этой стройке своё знаменитое стихотворение «Рассказ Хренова о Кузнецкстрое и о людях Кузнецка» (Через четыре года здесь будет город-сад), входившее в СССР в обязательную школьную программу.
Бардин за время строительства сумел изменить и технические условия проекта. Хорошо зная площадку, он отметил, что расположить цеха можно лучше, чем предлагала американская компания Фрейна. Американцы ограничили площадь завода руслом речки Конобенихи; летом это был ручеек, а весной — свирепая река. Иван Павлович предложил построить плотину и отвести воду по каналу, из-за чего площадь завода можно было значительно расширить, а цеха — расположить более целесообразно.
Все это дало возможность значительно увеличить мощность будущего завода. От 400 тысяч тонн чугуна в год она поднялась до 1,5 млн тонн.

Трудности не останавливали Бардина; наоборот, они вдохновляли его: практика предыдущих лет вселила в него уверенность, что любые трудности можно и нужно преодолевать. Он умел в тяжёлый момент сохранить самообладание, ненавидел нытиков, которых тянет на спокойную жизнь. 
Стройке, — говорил  Бардин, — нужны люди дисциплинированные, самоотверженные, упорные в стремлении к достижению намеченной цели.
Главный инженер дал разрешение и чертежи для взрывных работ, которые должны были подготовить сооружение фундаментов под домны и мартены.
Строители досрочно заложили все фундаменты основных цехов, кроме прокатного. Такой размах работ, развернувшихся на площадке, оказался неожиданным для центрального управления, ведавшего строительством. К Бардину из Москвы полетели телеграммы: «На каком основании, по кем утверждённому плану производится строительство основных цехов завода?» Начальник строительства обращал внимание главного инженера на то, что утверждённого плана ведения работ ещё нет и он, Бардин, не имеет права возводить основные сооружения.
На все телеграммы и запросы Иван Павлович отвечал, что он имеет уже обсуждённый и окончательно утверждённый план, составленный фирмой «Фрейн», и что считает его достаточным основанием для ведения работ.
На стройке работали представители нескольких десятков проектных организаций.
В конце февраля 1930 года на стройку прибыла комиссия, по решению которой руководство стройкой было передано строительной организации «Стальстрой». Стройка замедлила темпы. После упорной борьбы Бардина со строителями решением ВСНХ за подписью В. В. Куйбышева структура «Стальстроя» была ликвидирована. Строителей снова подчинили руководству Кузнецкстроя. Все бразды технического руководства — и проектирование, и технический надзор, и непосредственное руководство организацией и ходом работ — снова перешли к Ивану Павловичу.

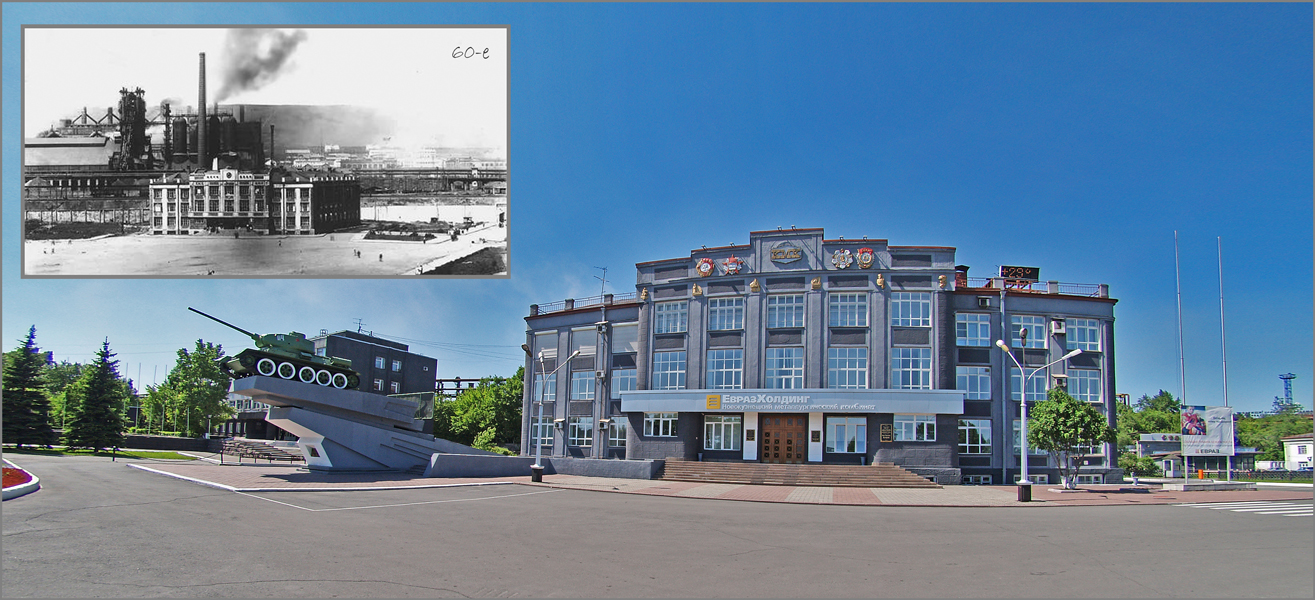
Заводоуправление Кузнецкого Металлургического Комбината им. В. И. Ленина

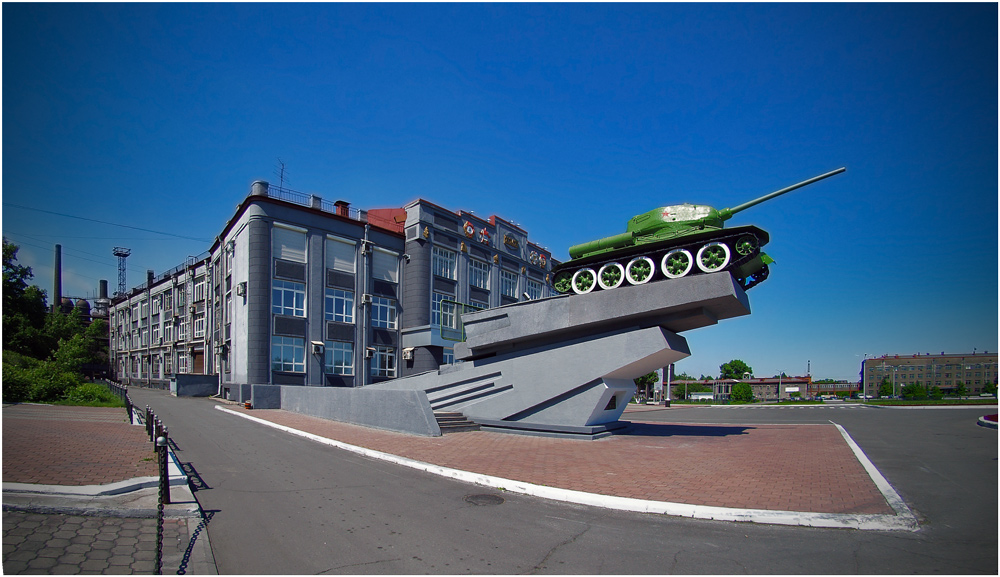
Танк «Т-34» — памятник трудовому подвигу рабочих Кузнецкого металлургического комбината в годы Великой Отечественной войны. Арх. Авдеев Е. А., арх. Журавков Ю. М., 1941 г. — 1945 г., 1973 г.

Со второй половины 1930 года на строящийся металлургический комбинат начало прибывать оборудование, заказанное за границей: экскаваторы, краны, тракторы, автомашины, передвижные электростанции, станки. К 1 января на стройплощадке работало 46 827 человек.
1 мая 1930 года в праздничной обстановке был заложен фундамент доменной печи, а 1 апреля 1932 года в 3 часа 55 минут первая кузнецкая домна была задута. 3 апреля 1932 году был получен первый чугун.
Металл, выданный первой домной, разлили разливочной машиной и отправили в Москву. Участники торжества получили по плитке первого сибирского чугуна.

Газета Кузнецкой стройки тогда писала: 
Слушай, великая пролетарская страна: есть кузнецкий чугун!
Вслед за первой печью через месяц пошла вторая. А вскоре выдал сталь мартен, затем был запущен прокатный цех и заработали блюминг и рельсопрокатный стан.
В 1932 году завод вступил в строй. Он был построен за 1000 дней.

#### Тоннель

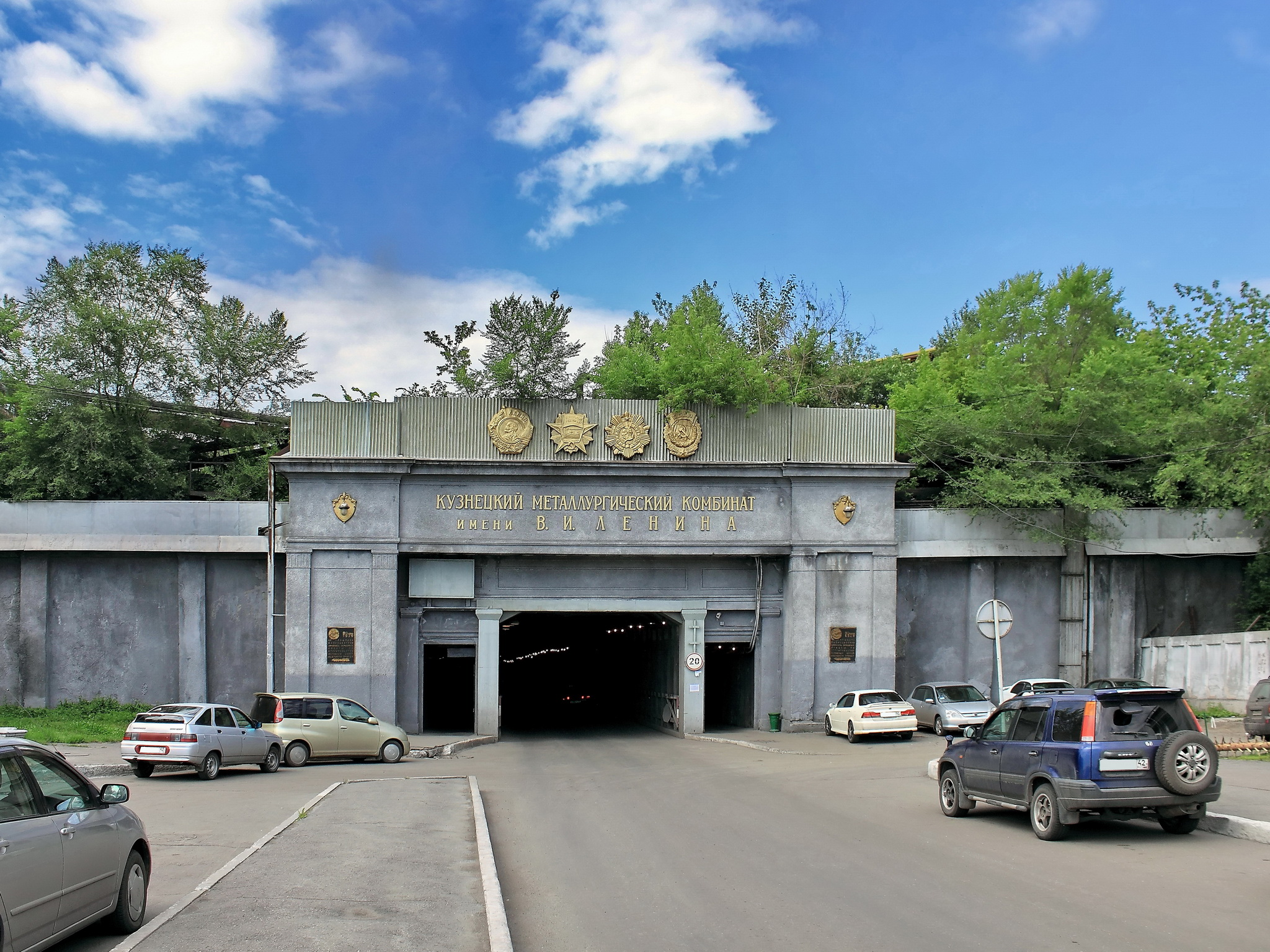
Тоннель КМК (вид со стороны города).

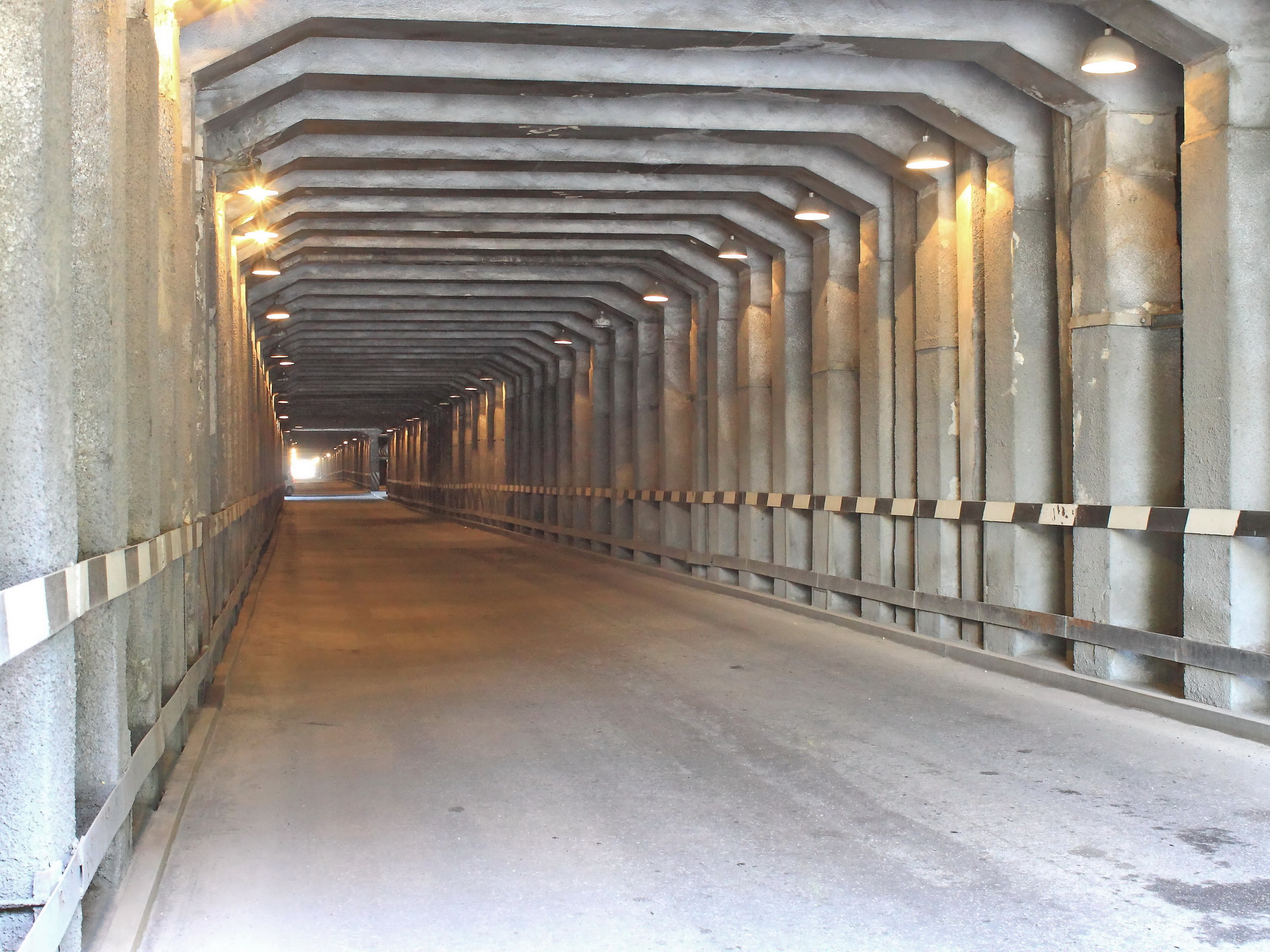
Тоннель КМК, ведущий из города к месту где был один из заводских жилых районов (Верхняя колония).

Строители комбината жили в районе Верхней колонии (у подножья Старцевой горы), но с расширением производства увеличивалась и численность рабочих, в связи с чем, ниже строительной площадки, появляется Нижняя колония. Обе колонии располагались по разные стороны завода и возник вопрос о перемещении людей между ними. Было предложено три проекта: сооружение виадука, объездная дорога и строительство тоннеля под территорией самого комбината, который и был в итоге принят. Было решено строить тоннель открытым способом, смета на который составила чуть больше 5 млн рублей и в декабре 1931 года начались работы, на которых было задействовано порядка тысячи человек. Было вынуто 180 тыс. м³ земли (своды засыпали 60 тыс. м³), использовано 13 тыс. м³ бетона и железобетона, засыпано 6 тыс. м³ гравия, в слабом грунте было вбито 800 свай. Параллельно тоннелю, осенью 1932 года, был сооружен технический тоннель, где проходили трубы диаметром 900 мм. В июле 1933 году в тоннеле был похоронен прораб Александр Михайлович Заев, умерший от воспаления лёгких (в 1960-х была установлена мемориальная доска). 7 ноября 1933 года строительство тоннеля было закончено, его общая протяженность составила 540 метров.

### Деятельность КМК в советские годы
В первое время завод работал не в полную силу. Зимой 1932—1933 года замерзали водопроводы, руда в бункерах смерзалась в камень, пути покрывались льдом. Американцы даже предложили остановить завод на зимние месяцы. Но проблемы постепенно решались и завод начал набирать темп, давать стране все больше и больше металла.
К 1936 году Кузнецкий металлургический завод был уже на полном ходу. Были освоены и местные угли, и местные руды. В 1930-х годах в составе Кузнецкого металлургического завода были шахты Осинников, а в 1930—1970 годах — рудники Горной Шории.
Детищем И. П. Бардина стала центральная заводская лаборатория, в которой он имел свой второй кабинет и проводил в нём еженедельно целый рабочий день.
Также по инициативе И. П. Бардина на Кузнецком металлургическом заводе был создан технический музей комбината. Позднее при научно-техническом музее комбината создан мемориальный музей академика — его домашний кабинет и библиотека, переданные комбинату в дар его женой Л. В. Бардиной.
Особое значение И. П. Бардин придавал технической библиотеке, созданной уже в 1927 году.
В 1938 году прообраз машины непрерывного литья заготовок впервые в мире заработал на Кузнецком металлургическом заводе, выдавая профиль небольшого сечения, но пригодный для дальнейшего передела.
К 1939 году завод занял первое место в СССР по выплавке стали.
С 1941 по 1945 год Кузнецкий металлургический завод выпускал оборонную продукцию; директором комбината в эти годы был Роман Белан. Из брони, сделанной на заводе, были изготовлены: 50 тыс. из 108 тыс. танков, 45 тыс. из 95 тыс. самолётов, 100 млн из 220 млн снарядов. На площадке завода размещалось оборудование, эвакуированное из западных районов страны (городов Славянск, Дебальцево, Луга и др.).
В 1944 году Кузнецкий металлургический завод был переименован в Кузнецкий металлургический комбинат.

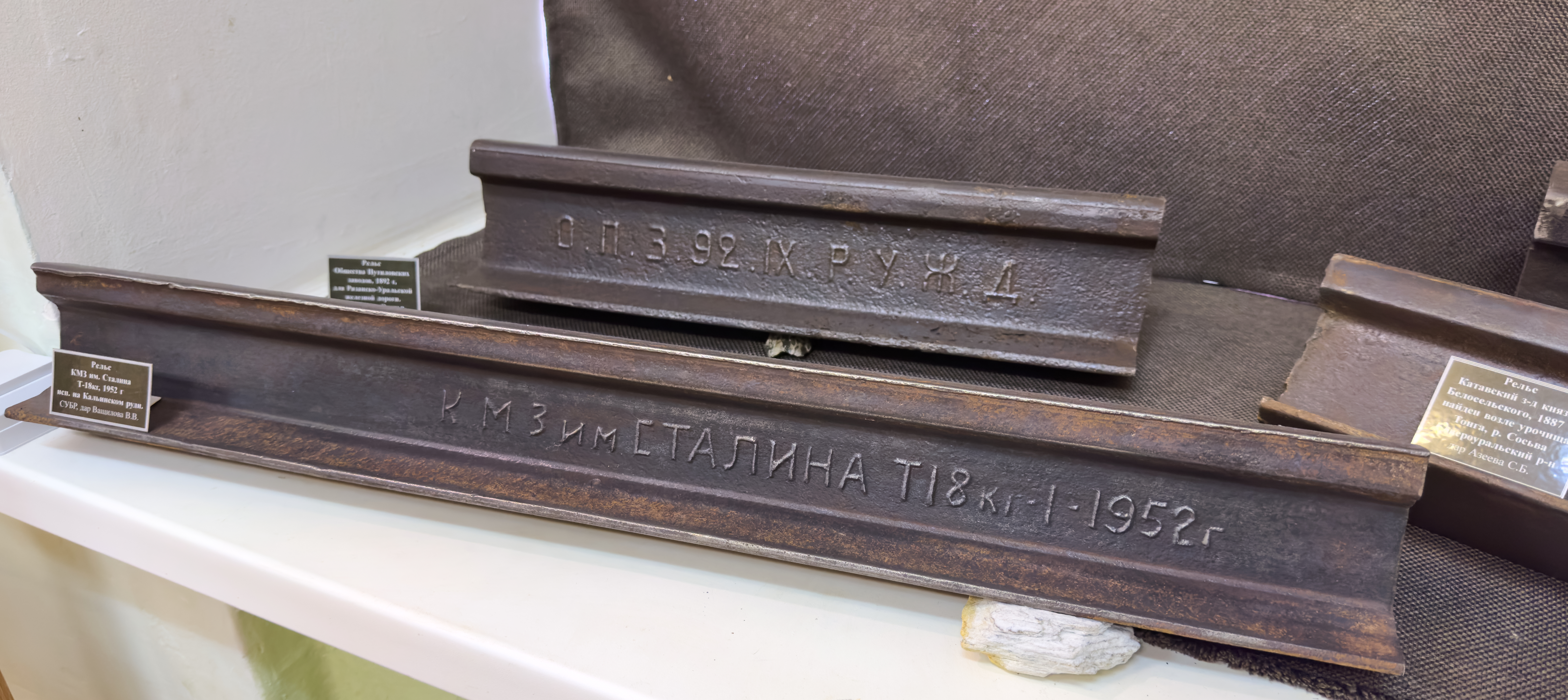
Рельс КМЗ 1952 года в экспозиции Североуральского краеведческого музея

В 1970-е годы на Кузнецком металлургическом комбинате был спад производства. С вводом в эксплуатацию ЭСПЦ-2 начался некоторый рост производства.
C 1979 по 1997 год горнорудные предприятия были отделены от КМК.
9 мая 1985 года в память о вкладе Кузнецкого металлургического комбината в разгром немецко-фашистских войск был торжественно открыт Мемориальный музей боевой и трудовой славы кузнецких металлургов.
Началось строительство конвертерного цеха.

### В постсоветское время
15 июня 1993 года Кузнецкий металлургический комбинат награждён Почётной Грамотой Президиума Верховного Совета Российской Федерации.
В октябре 1993 года создано ОАО «КМК». В 1997 году в состав ОАО «КМК» вошли горнорудные предприятия Горной Шории.
С 1996 по 1997 год на Кузнецком металлургическом комбинате часто сменялись управляющие компании. Численность трудящихся достигала 32488 человек.
При участии специалистов Сибирского государственного индустриального университета и Кемеровского государственного университета была представлена программа выхода комбината из кризиса.
В 2001 году ОАО «КМК» было ликвидировано, на его месте созданы: ОАО «Рельсы КМК», ОАО «Сталь КМК» (с 1 января 2005 года — ООО «Сталь НК»), ОАО «Кузнецкий горно-обогатительный комплекс», ОАО «Промстрой КМК», ОАО «Сибирские товары».
ООО «Сталь НК» было образовано в ходе конкурсного производства на ОАО «Кузнецкий металлургический комбинат» (КМК). В его состав были включены мартеновский и электросталеплавильный цех № 1, обжимной цех, шлакопереработка, литейный цех и цех ремонта металлургических печей, подразделение подготовки составов. В 2005 году «Сталь НК» произвела 1,2 млн т жидкой стали, в том числе мартеновской — 1 млн т, электростали — 190 тыс. т, выпустила проката, преимущественно стальной заготовки, 1,4 млн т. На предприятии было занято около 2,5 тыс. человек. В 2007 году прекратило выпускать сталь.
В 2003 году создан Новокузнецкий металлургический комбинат, в состав которого частично вошли данные предприятия.

### Состав в 2004 году
- ТЭЦ, цех сетей и подстанций — 2500 работающих (в том числе ТЭЦ — 1125)
- Управление подготовки производства и цех социального и хозяйственного обслуживания — 860 работающих
- Абагуровская аглофабрика — 2063 работающих
- Автотранспортное предприятие, цех благоустройства и лаборатория оргтехники — 1500 работающих
- Управление железнодорожного транспорта — 1600 работающих
- Коксовый цех, цех улавливания, углеподготовительный цех, цех ремонта коксового оборудования и отдел главного энергетика-1100 работающих
- Доменный цех, цех ремонта металлургических печей, газовый цех, цех технологической диспетчеризации, отдел технического контроля − 1600 человек
- Литейный цех, теплосиловой цех, цех водоснабжения, управление метрологии и автоматизации, центральная лаборатория автоматизации и механизации − 1216 работающих
- цеха «Мартен-1», «Мартен-2», электросталеплавильный цех № 1 и цех подготовки составов − 990 человек
- ЭСПЦ-2 — 840 работающих
- копровый цех — 360 работающих,
- цех ремонта металлургического оборудования — 128 работающих
- цех шлакопереработки — 223 работающих
- Прокатные цеха — 3200 работающих
- Рельсобалочный цех — 1645 работающих
- ремонтно-механический цех, цех металлоконструкций, третий механический цех — 1800 работающих
- ООО «Сибирские товары» — 3000 работающих
- ПЛ10 — 780 учащихся
- ПУ11 — 711 учащихся
- Совхоз «Металлург» — 420 работающих

Данные поликлиники КМК по обслуживаемым участкам.

### Деятельность НКМК с 2004 по 2011 год
В 2004 году введена в эксплуатацию новая вальцетокарная мастерская, оборудованная современным калибровочным станком немецкой фирмы Herkules.
В 2005 году введена в строй система газоочистки в электросталеплавильном цехе. Данный проект реализован совместно с компаниями Tecoaer (Италия) и Badische Stahl Engineering (Германия).
В феврале 2006 года в головной части рельсобалочного цеха введена в строй нагревательная печь с шагающими балками фирмы Techint.
В 2006 году введена в строй установка по разделению воздуха. Она позволила полностью удовлетворить потребность технологических комплексов комбината в кислороде. Прежде всего — электросталеплавильного цеха.
В январе 2007 году введён в эксплуатацию цех разделения воздуха, который позволил полностью обеспечить комбинат кислородом и азотом собственного производства.
19 февраля 2008 года на базе цехов отдела главного механика НКМК (ООО «Завод по ремонту металлургического оборудования») был создан Новокузнецкий вагоностроительный завод.
В марте 2008 года начал работу ковшевой вакууматор в ЭСПЦ, ввод в строй которого позволит значительно повысить качество рельсовой стали НКМК.

### С 2011 года
В 2010 году ликвидировано доменное производство. Остались электросталеплавильный цех и прокатное производство.
1 июля 2011 года вошёл в состав ЗСМК. Объединённое предприятие получило название: Открытое акционерное общество «ЕВРАЗ Объединённый Западно-Сибирский металлургический комбинат».
Ныне — промышленная площадка рельсового проката ОАО «ЕВРАЗ ЗСМК».
В 2014 году первые российские стометровые рельсы, сделанные в РБЦ, уложены на Октябрьской железной дороге. 60 % производства рельсов в СНГ сделаны на рельсовой площадке «ЕВРАЗ ЗСМК».
На территории Новокузнецка в 2017 году проживало 9606 ветеранов КМК. Действовали 52 первичные организации ветеранов КМК.

#### Территория комбината
На территории площадки рельсового проката работают три цеха ЕВРАЗ ЗСМК: ЭСПЦ-2, рельсобалочный и цех по производству мелющих шаров. Последним из эксплуатации был выведен листопрокатный цех. Также действуют производства других компаний: вагоноремонтные, переработка отходов, железнодорожные, энергетические.
На промплощадке расположены организации: «Вторресурс-переработка», «ЗСЭМЗ», Новокузнецкий филиал «СтальЭмаль», «Евразэнерготранс», «Технологии рециклинга» и др.
Значительная часть сотрудников организаций состоит в первичных профсоюзных организациях Кемеровской территориальной профсоюзной организации Горно-металлургического профсоюза России.
Общий объём выбросов по рельсовой площадке КМК за 2015 год 2989 т/год.
Имелись проходные на ул. Рудокопровой, на пл. Побед, ост. «8 проходная», ул. ДОЗа.
Есть часть МЧС.
Планируется на части территории промплощадки построить торговые центры, создать различные мелкие и средние предприятия, в настоящее время проводятся мероприятия по улучшению экологической ситуации в бывших цехах КМК.
Строится ретейл-парк.

## Награды
- Орден Трудового Красного Знамени 1943
- Орден Ленина 1943
- Орден Кутузова I степени 1945
- Орден Октябрьской Революции 1971

## Производство
1. коксохимическое производство (ликвидировано);
2. доменное (22 апреля 2009 года производство переведено в режим консервации, последняя печь № 5 остановлена, 27 августа 2009 года начата полная ликвидация доменного производства, последняя печь демонтирована);
3. электросталеплавильное производство: ЭСПЦ-1 (ликвидировано), ЭСПЦ-2;
4. прокатное: стан 500 (ликвидирован), стан 1100 (блюминг) (ликвидирован), стан 450 (ликвидирован);
5. мартеновское производство (ликвидировано);
6. в 1990 году планировалось построить кислородно-конвертерный цех;
7. ТЭЦ;
8. железная дорога;
9. производство прочих товаров, кроватный цех и механический 3 (оборонный) (ликвидировано);
10. литейное производство (ликвидировано);

В состав НКМК ранее входили аглопредприятия Абагур-Лесного (Абагурская аглофабрика), Мундыбаша (Мундыбашская аглофабрика), рудники в Темиртау (Темирский рудник), Казе (Казский рудник), Шерегеше (Шерегешский рудник), строительные компании.
Доля Новокузнецкого металлургического комбината в рельсовом производстве России составляет около 70 %, а в мировом — порядка 9 %. Согласно исследованиям Всероссийского научно-исследовательского конъюнктурного института (Москва), ОАО «НКМК» по объёмам выпуска рельсовой продукции входит в первую пятёрку крупнейших производителей наряду с предприятиями Китая (в городах Аншань, Далянь, Баотоу) и России (Нижний Тагил).
В 1991 году комбинат произвёл 25 742 тыс. тонн кокса, 45 071 тыс. т чугуна, 59 583 тыс. т стали, 44 094 тыс. т готового проката (в том числе 18 790 т листового проката).
Являясь единственным в стране производителем всей номенклатуры рельсового сортамента и монополистом на рынке трамвайных рельсов, НКМК выступает в качестве генерального поставщика рельсовой продукции для ОАО «Российские железные дороги».
Кроме того, на Новокузнецком металлургическом комбинате выпускается сортовой прокат (круги, лемешная заготовка), заготовка для переката, швеллер, уголок, шары стальные мелющие, лист горячекатаный, коксохимическая продукция, трубная заготовка, а также судосталь для нужд речного судостроения.
За рубеж продукция идёт в страны Юго-Восточной Азии, Китай, Монголию, КНДР, страны СНГ и Прибалтики.
Основная рудная база — рудники Темиртау (до 1999 года), Каза, Шерегеша, Таштагола.
По данным на 18 декабря 2019 года площадка рельсового проката состоит из рельсобалочного цеха и электросталеплавильного цеха.

### Финансовые показатели
|                           | 2008   | 2009   |
| ------------------------- | ------ | ------ |
| Выручка, млрд руб.        | 42,276 | 26,367 |
| Чистая прибыль, млрд руб. | 1,594  | −2,071 |

### Железнодорожный прокат в 2016 году
Рельсы — Р43, Р50, Р60, Р65, ОР 65, УР 43, ОР50, ОР 65, РК 50, РК 65. Рельсы для метрополитена — Р50, Р65. Рельсы трамвайные — Т62. Рельсы крановые Р80, Р100, Р120. Рельсовый профиль; полоса для скобы упорной; клемма ПК. Полоса для клемм раздельного рельсового скрепления железнодорожного пути. Накладка Р50 и Р65. Заготовка сердечника для изолирующего стыка рельсов.

## Персоналии

### Руководство КМК
1. Колгушкин, Филимон Тимофеевич (1887—1937) — начальник строительства Кузнецкого металлургического комбината (Тельбесстрой — Кузнецкстрой)[36] в 1929—1930 годах.[37][38]
2. Бардин, Иван Павлович — главный инженер в 1929 — 1937 годах, Герой Социалистического Труда, действительный член АН СССР.
3. Франкфурт, Сергей Миронович — первый директор КМК в 1932—1934 годах, в 1930—1934 годах — начальник строительства Кузнецкого металлургического комбината (Кузнецкстрой).
4. Бутенко, Константин Иванович — директор с июля 1934 по январь 1938 года, арестован в мае, расстрелян 28 июля 1938 года. 14 декабря 1954 года был посмертно реабилитирован и восстановлен в партии.
5. Шкляр, Тимофей Иванович — директор с 1938 по 1939 год, осуждён на 10 лет.
6. Белан, Роман Васильевич — директор с 1939 по 1953 год.
7. Ермолаев, Григорий Иванович — директор с 1953 по 1956 год.
8. Жеребин, Борис Николаевич — директор с 1957 по 1965 год, Герой Социалистического Труда.
9. Салов, Евгений Михайлович — директор с 1965 по 1976 год, Герой Социалистического Труда.
10. Критинин, Иван Андреевич — директор с 1976 по 1981 год.
11. Кузнецов, Алексей Фёдорович — директор с 1980 по 1990 год, с 1993 по 1994 год, Герой Социалистического Труда.
12. Браунштейн, Евгений Рудольфович — генеральный директор КМК с 1995 по 1997 год.
13. Юнин, Геннадий Николаевич — внешний управляющий в 1998 году.
14. Снитко, Юрий Павлович — внешний управляющий в 1998 году.
15. Кузнецов, Сергей Алексеевич — генеральный директор в 1999 году.
16. Самойлов, Вадим Павлович — генеральный директор с 1999 по 2000 год.
17. Литвин, Сергей Григорьевич — генеральный директор в 2000 году.
18. Павлов, Вячеслав Владимирович — управляющий директор с 1999 по 2001 год.
19. Зверев, Юрий Александрович -внешний управляющий комбината в 2000 году.
20. Носов, Сергей Константинович — управляющий директор c 2001 по 2004 год.
21. Юрьев, Алексей Борисович — управляющий директор НКМК с 2004 по 2007 год.
22. Мохов, Глеб Владимирович — управляющий директор НКМК с 2007 по 2011 год.
23. Волков, Константин Владимирович — заместитель директора Евраз ЗСМК по рельсовому прокату с 2011 по 2018 год.
24. Головатенко, Алексей Владимирович c 2018 по 2020 годы

### Известные сотрудники
- Вайсберг, Леонид Эммануилович — главный инженер в 1941—1945 гг.
- Казарновский, Григорий Ефимович — начальник технического отдела в 1929—1955 гг.
- Черский, Николай Васильевич — сотрудник механического цеха в 1933—1934 гг., впоследствии учёный-геолог, академик АН СССР.
- Дыхне, Александр Михайлович — сотрудник ЦЗЛ в 1955—1956 гг., академик РАН

### Герои Социалистического Труда[39]
- Бедарева, Надежда Прокопьевна — подсобное хозяйство, 1949
- Калугина, Любовь Илларионовна — подсобное хозяйство, 1949
- Гаврющенко, Мария Степановна — подсобное хозяйство, 1949
- Пономарёва, Ксения Никитична — подсобное хозяйство, 1949
- Ананенко, Иван Прокопьевич — старший вальцовщик, 1958
- Борисов, Кузьма Алексеевич — старший сварщик рельсобалочного цеха КМК, 1958
- Буркацкий, Михаил Васильевич — сталевар, 1958
- Ефимов, Александр Борисович — каменщик ЦРМП, 1958
- Гудков, Степан Фёдорович — старший люковой КХП, 1958
- Инютин, Павел Ефимович — каменщик ЦРМП, 1958
- Жеребин, Борис Николаевич — директор, 1958
- Картавых, Александр Григорьевич — начальник смены листопрокатного цеха, 1958
- Климасенко, Леонид Сергеевич — гл. сталеплавильщик, 1958
- Коняхин, Николай Васильевич — сталевар, 1958
- Люленков, Иван Самсонович — гл. механик, 1958
- Могилевцев, Иван Георгиевич — ст. мастер мартеновского цеха, 1958
- Привалов, Михаил Моисеевич — сталевар, 1958
- Сомов, Иван Алексеевич — старший вальцовщик, 1958
- Устинов, Андрей Григорьевич — проходчик Таштагольского рудника, 1959
- Макурина, Ольга Андреевна — машинист-оператор, 1966
- Шабалов, Кузьма Фёдорович — сталевар, 1966
- Самошонков, Василий Егорович — проходчик Таштагольского рудника, 1966
- Москалёв, Дмитрий Никандрович — проходчик Шерегешского рудника, 1971
- Жолбин, Анатолий Александрович — сталевар, 1971
- Прибытков, Иван Александрович — старший оператор-вальцовщик, 1971
- Салов, Евгений Михайлович — директор, 1971
- Шевченко, Ольга Дмитриевна — старшая посадщица металла, 1971
- Скрылёв, Василий Романович — старший вальцовщик, 1973
- Котенко, Алексей Михайлович — газовщик, 1976
- Кривобоков, Александр Николаевич — сталевар, 1982
- Сорокин, Анатолий Михайлович — сталевар, 1982
- Кузнецов, Алексей Фёдорович — директор, 1988
- Свиридов, Виталий Артемьевич — сталевар, 1988

### ЛауреатыЛенинской премии,Сталинской премиииГосударственной премии СССР[40]
- 1943 — Вайсберг, Леонид Эммануилович, гл. инженер, Либерман, Соломон Евсеевич, гл. прокатчик, Монид, Анатолий Георгиевич, нач. рельсового цеха, — за разработку и освоение новой высокопроизводительной технологии проката металла
- 1943 — Чалков, Александр Яковлевич, сталевар, — за достижение высоких количественных показателей при плавке высококачественных сталей
- 1943 — Дмитренко, Иван Иванович, мастер, Уральский, Леон Яковлевич, зам. нач. ремонтного цеха, — за создание заправочной машины для мартеновских печей, ускоряющей их заправку
- 1947 — Белан, Роман Васильевич, директор, Берёзкин, Борис Сергеевич, Домницкий, Иван Филиппович, Жеребин, Борис Николаевич, Казарновский, Григорий Ефимович, Люленков, Иван Самсонович, Рыбочкин, Геннадий Фёдорович, инженеры, — за разработку и внедрение скоростного метода реконструкции доменных печей
- 1947 — Коштял, Юрий Фёдорович, зам. нач. цеха КИПиА, Масловский, Пётр Модестович, нач. теплотехнической лаборатории, Гудовщиков, Сергей Сергеевич, зам. гл. инженера, — за разработку и внедрение приборов автоматического управления мартеновскими и доменными процессами
- 1950 — Белан, Роман Васильевич, директор, Смирнов, Виктор Дмитриевич, гл. инженер, Степаненко, Леонид Иванович, парторг ЦК ВКП(б), Монид, Анатолий Георгиевич, Сахаров, Алексей Алексеевич, Макаров, Александр Григорьевич, Зельцер, Григорий Самойлович, Фролов, Александр Евсеевич, инженеры, Привалов, Михаил Моисеевич, мастер мартеновского цеха, Сомов, Иван Алексеевич, вальцовщик блюминга, Смоляренко, Даниил Абрамович, нач. производственного отдела МЧМ СССР, — за коренные усовершенствования управления производством и технологии на КМК имени И. В. Сталина, обеспечившие высокую производительность и экономичную работу
- 1951 — Баев, Степан Сергеевич, Лутов, Николай Иванович, сталевары, — за внедрение скоростных методов выплавки стали.
- 1951 — Моргунов Николай Николаевич, руководитель работы, нач. электросталеплавильного цеха, — за разработку и внедрение новой технологии производства электростали.
- 1951 — Волков, Николай Васильевич, нач. цеха, — за разработку и внедрение способа повышения стойкости прокатных валков
- 1952 — Шаров, Геннадий Васильевич, руководитель работы, Гончаров, Георгий Иванович, Жмурова, Александра Евсеевна, Павловский, Сергей Иосифович, Трошин, Николай Фёдорович, инженеры, Заварыкин, Пётр Васильевич, ст. вальцовщик блюминга, Зенков, Трофим Федотович, мастер стана, Ленивцев, Михаил Семёнович, сифонщик литейного цеха, Потапов, Александр Ильич, вальцовщик, Черняев, Митрофан Анисимович, разливщик, — за разработку технологии и организацию производства специальной стали
- 1966 — Макаров, Константин Филиппович, гл. механик Темирского рудника, — за разработку научных основ, создание и внедрение в производство комплекса высокопроизводительных механизмов для бурения скважин в подземных условиях
- 1967 — Привалов, Михаил Моисеевич, бывший нач. цеха, — за разработку и внедрение новой технологии изготовления и восстановления подин, обеспечивающей повышение производительности мартеновских печей
- 1978 — Ролев, Данил Рудольфович, машинист загрузочного вагона, — за существенное повышение эффективности металлургического производства и горнодобывающей техники на основе улучшения использования производительных мощностей[41]